# Monesiglio
Monesiglio (piemontiul: Munisij) település Olaszországban, Piemont régióban, Cuneo megyében. Lakosainak száma 585 fő (2023. január 1.). Monesiglio Camerana, Gottasecca, Mombarcaro és Prunetto községekkel határos.

## Népesség
A település lakossága az elmúlt években az alábbi módon változott:
| Lakosok száma | 16 633 | 16 631 | 585  |
|               | 2017   | 2018   | 2023 |